# Tadeusz Walczak
Tadeusz Walczak (ur. 20 stycznia 1906 w Stryju, zm. 8 lipca 1987 w Johannesburgu) – polski duchowny rzymskokatolicki.

## Życiorys
Urodził się 20 stycznia 1906 w Stryju (według innego źródła we Lwowie na Łyczakowie). W 1921 wstąpił do zgromadzenia Towarzystwa Jezusowego. 24 czerwca 1936 w Lublinie otrzymał sakrament święceń kapłańskich. W latach 1931–1933 i 1937-1939 posługiwał jako prefekt w kolegium jezuitów w Chyrowie. 
Po wybuchu II wojny światowej podczas kampanii wrześniowej był kapelanem w szpitalu wojskowym we Lwowie.  Po agresji ZSRR na Polskę z 17 września 1939 i nastaniu okupacji sowieckiej pozostał w mieście i współpracował z polskim podziemiem. Został aresztowany przez sowietów 30 kwietnia 1940, a 9 lipca tego roku został skazany na karę śmierci, po czym 26 lipca wyrok zamieniono na karę dziesięciu lat w obozach pracy poprawczej. Został przewieziony do Moskwy, był przetrzymywany w więzieniu NKWD na Łubiance. W lutym 1941 objęty amnestią dla polskich obywatel, a 12 sierpnia 1941 jego wyrok został zniesiony. Od września 1941 służył jako kapelan 15 Pułku Piechoty „Wilków”. Był także kapelanem w II batalionie 1 Brygady Strzelców Karpackich w składzie 3 Dywizji Strzelców Karpackich i szerzej 2 Korpusu Polskiego w ramach Polskich Sił Zbrojnych na Zachodzie. Uczestniczył w kampanii włoskiej w 1944.
Po zakończeniu wojny od 1945 posługiwał w Anglii. Od 1949 był duchownym na misji w Północnej Rodezji (późniejsza Zambia). Zamieszkiwał wówczas w Lusace i w pracy misyjnej roztaczał opiekę nad ludźmi potrzebującymi, w szczególności pomagał głodnym dzieciom. Przystąpił do emigracyjnego Koła Lwowian. W 1969 został włączony do zambijskiej prowincji jezuitów. Od 1974 był kapelanem w klasztorze sióstr Służebniczek w Johannesburgu w Południowej Afryce. Swoją posługę w Afryce prowadził mimo braku wystarczającej liczby duchownych. Zmarł 8 lipca 1987 w Johannesburgu). 
Od momentu ewakuacji wojsk polskich z ZSRR w 1941 ksiądz Walczak nosił ze sobą – namalowany przez kaprala Piotra Sawickiego – Obraz Matki Boskiej Ostrobramskiej, z którym przeszedł także kampanię włoską w 1944, później zabrał ze sobą do Anglii, a od 1949 miał go ze sobą w Afryce, podczas pobytu w Londynie w 1970 przekazał malowidło weteranom 15 Pułku Piechoty „Wilków”, zaś później dzieło oddano Instytutowi Józefa Piłsudskiego w Londynie, skąd w 1975 obraz trafił do kościoła polskiej parafii Matki Bożej Miłosierdzia w Willesden Green w Londynie.

## Ordery i odznaczenia
- Krzyż Kawalerski Orderu Odrodzenia Polski (postanowieniem prezydenta RP na uchodźstwie Augusta Zaleskiego z 11 listopada 1971 za zasługi położone w długołetniej pracy misyjnej oraz w ofiarnej pracy narodowej i społecznej wśród Polaków)[9]
- Krzyż Walecznych (za kampanię włoską 1944)[3]